# Verpa philippinensis
Verpa philippinensis is een tweekleppigensoort uit de familie van de Penicillidae. De wetenschappelijke naam van de soort is voor het eerst geldig gepubliceerd in 1843 door Chenu.